# Microsoft Office XML
Los formatos Microsoft Office XML (no confundir con Office Open XML) son formatos de documento basados en XML (o lenguajes de esquema XML) introducidos en versiones de Microsoft Office anteriores a Office 2007. En Microsoft Office XP se introdujo un nuevo formato XML para almacenar hojas de cálculo de Excel y Office 2003 añadió formatos basados en XML para documentos de Word.
Estos formatos fueron reemplazados por la especificación Office Open XML (ECMA-376) en Microsoft Office 2007.

## Formatos de archivo
- Microsoft Office Word 2003 XML — WordProcessingML o WordML (.XML)
- Microsoft Office Excel 2002 y Excel 2003 XML — SpreadsheetML (.XML)
- Microsoft Office Visio 2003 XML — DataDiagramingML (.VDX, .VSX, .VTX)
- Microsoft Office InfoPath 2003 XML — XML FormTemplate (.XSN) (plantillas XML comprimidas en un contenedor CAB)

## Limitaciones y diferencias con Office Open XML
Además de las diferencias de lenguajes de esquema, hay muchas otras diferencias entre los formatos de esquema anteriores de Office XML con la especificación Office Open XML.
- Mientras que los datos en documentos Office Open XML son almacenado en partes distintas y comprimido en un contenedor ZIP de acuerdo al formato Open Packaging Convention, los archivos Microsoft Office XML son almacenados como archivos monolíticos simples XML (lo que los hace bastante grandes, en comparación con OOXML y los antiguos formatos binarios de Microsoft Office). Los objetos incorporados como imágenes son almacenados como bloques codificados en binario dentro del XML. En el caso de Office Open XML, el encabezado, pie, comentarios de documento, etc., son todos almacenados separadamente.
- Las hojas de cálculo XML no pueden guardar macros de Visual Basic para Aplicaciones, flechas de rastreo de auditoría, diagramas y otros objetos gráficos, vistas personalizadas, capas de objetos de dibujo, esquemas, escenarios, información de libro compartida y categorías de función definidas por el usuario.[2] En contraste, los nuevos formatos Office Open XML permiten mantener toda la fidelidad en sus documentos.
- Mala compatibilidad hacia atrás con las versiones de Word/Excel anteriores a la que fueron introducidos. Por ejemplo, Word 2002 no puede abrir archivos XML de Word 2003 a menos que se instale un convertidor de terceros.[3] Microsoft tiene a su disposición un Visor Word 2003 XML que permite a los archivos WordProcessingML guardades por Word 2003 verse como HTML desde Internet Explorer.[4] En cambio, para Office Open XML Microsoft proporciona convertidores globales para Office 2003, Office XP y Office 2000.
- A diferencia de su antecesor, los formatos Office Open XML tienen definiciones para su uso en ámbitos como PowerPoint 2007, edición de ecuaciones (Office MathML), dibujos vectoriales, gráficos y text art (DrawingML).

## Ejemplo de formato Word XML
```
<?xml version="1.0" encoding="utf-8" standalone="yes"?>

<?mso-application progid="Word.Document"?>

<w:wordDocument

   
xmlns:w=
"http://schemas.microsoft.com/office/word/2003/wordml"

   
xmlns:wx=
"http://schemas.microsoft.com/office/word/2003/auxHint"

   
xmlns:o=
"urn:schemas-microsoft-com:office:office"

   
w:macrosPresent=
"no"

   
w:embeddedObjPresent=
"no"

   
w:ocxPresent=
"no"

   
xml:space=
"preserve"
>

  
<o:DocumentProperties>

    
<o:Title>
Aquí
 
va
 
el
 
título
</o:Title>

    
<o:Author>
Darl
 
McBride
</o:Author>

    
<o:LastAuthor>
Bill
 
Gates
</o:LastAuthor>

    
<o:Revision>
1
</o:Revision>

    
<o:TotalTime>
0
</o:TotalTime>

    
<o:Created>
2007-03-15T23:05:00Z
</o:Created>

    
<o:LastSaved>
2007-03-15T23:05:00Z
</o:LastSaved>

    
<o:Pages>
1
</o:Pages>

    
<o:Words>
6
</o:Words>

    
<o:Characters>
40
</o:Characters>

    
<o:Company>
SCO
 
Group,
 
Inc.
</o:Company>

    
<o:Lines>
1
</o:Lines>

    
<o:Paragraphs>
1
</o:Paragraphs>

    
<o:CharactersWithSpaces>
45
</o:CharactersWithSpaces>

    
<o:Version>
11.6359
</o:Version>

  
</o:DocumentProperties>

  
<w:fonts>

    
<w:defaultFonts

       
w:ascii=
"Times New Roman"

       
w:fareast=
"Times New Roman"

       
w:h-ansi=
"Times New Roman"

       
w:cs=
"Times New Roman"
 
/>

  
</w:fonts>

  
<w:styles>

    
<w:versionOfBuiltInStylenames
 
w:val=
"4"
 
/>

    
<w:latentStyles
 
w:defLockedState=
"off"
 
w:latentStyleCount=
"156"
 
/>

    
<w:style
 
w:type=
"paragraph"
 
w:default=
"on"
 
w:styleId=
"Normal"
>

      
<w:name
 
w:val=
"Normal"
 
/>

      
<w:rPr>

        
<wx:font
 
wx:val=
"Times New Roman"
 
/>

        
<w:sz
 
w:val=
"24"
 
/>

        
<w:sz-cs
 
w:val=
"24"
 
/>

        
<w:lang
 
w:val=
"ES-ES"
 
w:fareast=
"ES-ES"
 
w:bidi=
"ES-CO"
 
/>

      
</w:rPr>

    
</w:style>

    
<w:style
 
w:type=
"paragraph"
 
w:styleId=
"Heading1"
>

      
<w:name
 
w:val=
"heading 1"
 
/>

      
<wx:uiName
 
wx:val=
"Heading 1"
 
/>

      
<w:basedOn
 
w:val=
"Normal"
 
/>

      
<w:next
 
w:val=
"Normal"
 
/>

      
<w:rsid
 
w:val=
"00D93B94"
 
/>

      
<w:pPr>

        
<w:pStyle
 
w:val=
"Heading1"
 
/>

        
<w:keepNext
 
/>

        
<w:spacing
 
w:before=
"240"
 
w:after=
"60"
 
/>

        
<w:outlineLvl
 
w:val=
"0"
 
/>

      
</w:pPr>

      
<w:rPr>

        
<w:rFonts
 
w:ascii=
"Arial"
 
w:h-ansi=
"Arial"
 
w:cs=
"Arial"
 
/>

        
<wx:font
 
wx:val=
"Arial"
 
/>

        
<w:b
 
/>

        
<w:b-cs
 
/>

        
<w:kern
 
w:val=
"32"
 
/>

        
<w:sz
 
w:val=
"32"
 
/>

        
<w:sz-cs
 
w:val=
"32"
 
/>

      
</w:rPr>

    
</w:style>

    
<w:style
 
w:type=
"character"
 
w:default=
"on"
 
w:styleId=
"DefaultParagraphFont"
>

      
<w:name
 
w:val=
"Default Paragraph Font"
 
/>

      
<w:semiHidden
 
/>

    
</w:style>

    
<w:style
 
w:type=
"table"
 
w:default=
"on"
 
w:styleId=
"TableNormal"
>

      
<w:name
 
w:val=
"Tabla Normal"
 
/>

      
<wx:uiName
 
wx:val=
"Tabla Normal"
 
/>

      
<w:semiHidden
 
/>

      
<w:rPr>

        
<wx:font
 
wx:val=
"Times New Roman"
 
/>

      
</w:rPr>

      
<w:tblPr>

        
<w:tblInd
 
w:w=
"0"
 
w:type=
"dxa"
 
/>

        
<w:tblCellMar>

          
<w:top
 
w:w=
"0"
 
w:type=
"dxa"
 
/>

          
<w:left
 
w:w=
"108"
 
w:type=
"dxa"
 
/>

          
<w:bottom
 
w:w=
"0"
 
w:type=
"dxa"
 
/>

          
<w:right
 
w:w=
"108"
 
w:type=
"dxa"
 
/>

        
</w:tblCellMar>

      
</w:tblPr>

    
</w:style>

    
<w:style
 
w:type=
"list"
 
w:default=
"on"
 
w:styleId=
"NoList"
>

      
<w:name
 
w:val=
"Sin Lista"
 
/>

      
<w:semiHidden
 
/>

    
</w:style>

  
</w:styles>

  
<w:docPr>

    
<w:view
 
w:val=
"print"
 
/>

    
<w:zoom
 
w:percent=
"100"
 
/>

    
<w:doNotEmbedSystemFonts
 
/>

    
<w:proofState
 
w:spelling=
"clean"
 
w:grammar=
"clean"
 
/>

    
<w:attachedTemplate
 
w:val=
""
 
/>

    
<w:defaultTabStop
 
w:val=
"720"
 
/>

    
<w:punctuationKerning
 
/>

    
<w:characterSpacingControl
 
w:val=
"DontCompress"
 
/>

    
<w:optimizeForBrowser
 
/>

    
<w:validateAgainstSchema
 
/>

    
<w:saveInvalidXML
 
w:val=
"off"
 
/>

    
<w:ignoreMixedContent
 
w:val=
"off"
 
/>

    
<w:alwaysShowPlaceholderText
 
w:val=
"off"
 
/>

    
<w:compat>

      
<w:breakWrappedTables
 
/>

      
<w:snapToGridInCell
 
/>

      
<w:wrapTextWithPunct
 
/>

      
<w:useAsianBreakRules
 
/>

      
<w:dontGrowAutofit
 
/>

    
</w:compat>

  
</w:docPr>

  
<w:body>

    
<wx:sect>

      
<w:p>

        
<w:r>

          
<w:t>
Este
 
es
 
el
 
primer
 
párrafo
</w:t>

        
</w:r>

      
</w:p>

      
<wx:sub-section>

        
<w:p>

          
<w:pPr>

            
<w:pStyle
 
w:val=
"Heading1"
 
/>

          
</w:pPr>

          
<w:r>

            
<w:t>
Este
 
es
 
un
 
encabezado
</w:t>

          
</w:r>

        
</w:p>

        
<w:sectPr>

          
<w:pgSz
 
w:w=
"12240"
 
w:h=
"15840"
 
/>

          
<w:pgMar
 
w:top=
"1440"

		   
w:right=
"1800"

		   
w:bottom=
"1440"

		   
w:left=
"1800"

		   
w:header=
"720"

		   
w:footer=
"720"

		   
w:gutter=
"0"
 
/>

          
<w:cols
 
w:space=
"720"
 
/>

          
<w:docGrid
 
w:line-pitch=
"360"
 
/>

        
</w:sectPr>

      
</wx:sub-section>

    
</wx:sect>

  
</w:body>

</w:wordDocument>

```

## Ejemplo de hoja de cálculo Excel XML
```
<?xml version="1.0"?>

<?mso-application progid="Excel.Sheet"?>

<Workbook

   
xmlns=
"urn:schemas-microsoft-com:office:spreadsheet"

   
xmlns:o=
"urn:schemas-microsoft-com:office:office"

   
xmlns:x=
"urn:schemas-microsoft-com:office:excel"

   
xmlns:ss=
"urn:schemas-microsoft-com:office:spreadsheet"

   
xmlns:html=
"http://www.w3.org/TR/REC-html40"
>

  
<DocumentProperties
 
xmlns=
"urn:schemas-microsoft-com:office:office"
>

    
<Author>
Darl
 
McBride
</Author>

    
<LastAuthor>
Bill
 
Gates
</LastAuthor>

    
<Created>
2007-03-15T23:04:04Z
</Created>

    
<Company>
SCO
 
Group,
 
Inc.
</Company>

    
<Version>
11.8036
</Version>

  
</DocumentProperties>

  
<ExcelWorkbook
 
xmlns=
"urn:schemas-microsoft-com:office:excel"
>

    
<WindowHeight>
6795
</WindowHeight>

    
<WindowWidth>
8460
</WindowWidth>

    
<WindowTopX>
120
</WindowTopX>

    
<WindowTopY>
15
</WindowTopY>

    
<ProtectStructure>
False
</ProtectStructure>

    
<ProtectWindows>
False
</ProtectWindows>

  
</ExcelWorkbook>

  
<Styles>

    
<Style
 
ss:ID=
"Default"
 
ss:Name=
"Normal"
>

      
<Alignment
 
ss:Vertical=
"Bottom"
 
/>

      
<Borders
 
/>

      
<span
 
style=
" /"
>

      
<Interior
 
/>

      
<NumberFormat
 
/>

      
<Protection
 
/>

    
</Style>

    
<Style
 
ss:ID=
"s21"
>

      
<span
 
style=
" x:Family="
Swiss"
 
ss:Bold=
"1"
 
/"
>

    
</Style>

  
</Styles>

  
<Worksheet
 
ss:Name=
"Sheet1"
>

    
<Table
 
ss:ExpandedColumnCount=
"2"
 
ss:ExpandedRowCount=
"5"

	   
x:FullColumns=
"1"
 
x:FullRows=
"1"
>

      
<Row>

        
<Cell>

          
<Data
 
ss:Type=
"String"
>
Texto
 
en
 
celda
 
A1
</Data>

        
</Cell>

      
</Row>

      
<Row>

        
<Cell
 
ss:StyleID=
"s21"
>

          
<Data
 
ss:Type=
"String"
>
Texto
 
en
 
negrita
 
en
 
celda
 
A2
</Data>

        
</Cell>

      
</Row>

      
<Row
 
ss:Index=
"4"
>

        
<Cell
 
ss:Index=
"2"
>

          
<Data
 
ss:Type=
"Number"
>
43
</Data>

        
</Cell>

      
</Row>

      
<Row>

        
<Cell
 
ss:Index=
"2"
 
ss:Formula=
"=R[-1]C/2"
>

          
<Data
 
ss:Type=
"Number"
>
21.5
</Data>

        
</Cell>

      
</Row>

    
</Table>

    
<WorksheetOptions
 
xmlns=
"urn:schemas-microsoft-com:office:excel"
>

      
<Print>

        
<ValidPrinterInfo
 
/>

        
<HorizontalResolution>
600
</HorizontalResolution>

        
<VerticalResolution>
600
</VerticalResolution>

      
</Print>

      
<Selected
 
/>

      
<Panes>

        
<Pane>

          
<Number>
3
</Number>

          
<ActiveRow>
5
</ActiveRow>

          
<ActiveCol>
1
</ActiveCol>

        
</Pane>

      
</Panes>

      
<ProtectObjects>
False
</ProtectObjects>

      
<ProtectScenarios>
False
</ProtectScenarios>

    
</WorksheetOptions>

  
</Worksheet>

</Workbook>

```